# No robaràs
No robaràs (títol original en anglès, Thou Shalt Not Steal) és una sèrie de televisió australiana de comèdia dramàtica i criminal creada per Dylan River i Tanith Glynn-Maloney que es va estrenar el 17 d'octubre de 2024 a Stan. La sèrie segueix una parella d'adolescents mentre són perseguits pel desert per una treballadora sexual i un predicador fraudulent. És protagonitzada per Sherry-Lee Watson, Will McDonald, Miranda Otto i Noah Taylor. S'ha subtitulat al català.
El rodatge va començar a Alice Springs durant el setembre de 2023.
La sèrie es va estrenar mundialment al Festival Internacional de Cinema de Toronto de 2024, amb la projecció dels tres primers episodis. Els vuit episodis es projectarien posteriorment al Precinte Cultural Araluen d'Alice Springs i al SXSW Sydney.